# 保福寺 (松本市)
保福寺（ほうふくじ）は、長野県松本市保福寺町（ほふくじまち）にある寺院で、山号は永安山。

## 歴史
蘭渓道隆によって創建され、鎌倉建長寺の大覚禅師によって中興された。古くは真言宗であったが、文亀2年（1502年）に広沢寺4世により曹洞宗寺院となる。山門をくぐり急な石段を登ると山号本堂がある。本堂への参道脇に六体の地蔵立像がある。

## 山中高所の寺院

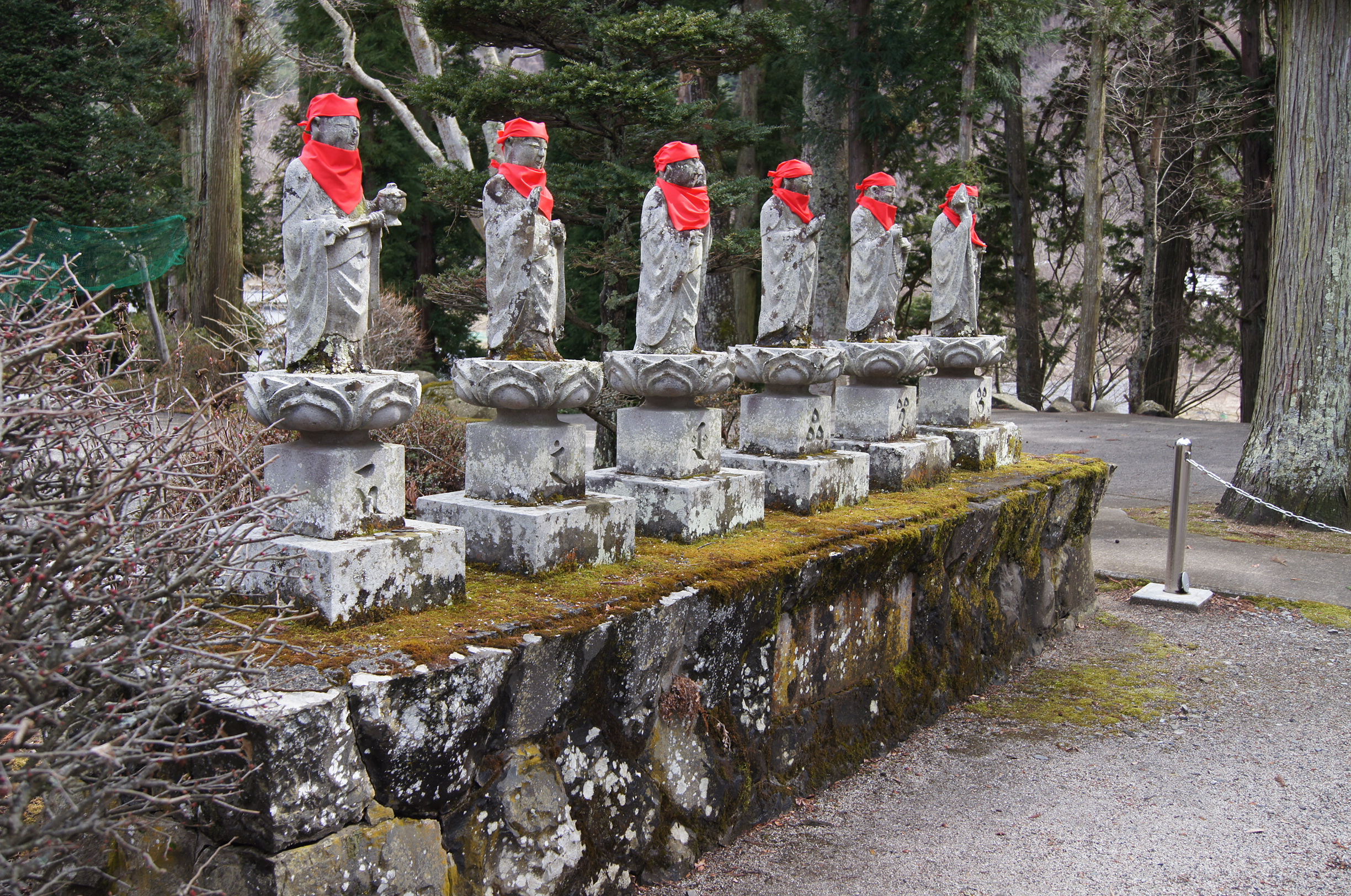
保福寺の六地蔵。高く急な石段を登ると、右手にある

平安時代の天台宗・真言宗の寺院は山中に建立されることが一般的であったと見られ、奈良時代末期から畿内に登場し始めたが、平安時代に入ると地方にも広がっていった。こうした山中の寺は、後世に山腹・山麓に下りて造り直されたものが多く、保福寺もそうした伝承を持つ。
中信地方で、山中から移転したという伝承を持つ寺院として、他には牛伏寺（松本市内田）、若沢寺（松本市波田）、海岸寺（松本市山辺）、放光寺（松本市蟻ヶ崎）、神宮寺（松本市浅間温泉）、光輪寺（朝日村西洗馬）、安養寺（筑北村松場）、福満寺（麻績村）、盛蓮寺（大町市社）がある。

## 文化財
木造千手観音立像が、松本市重要文化財に指定されている。同仏像は鎌倉時代に製作された四十二臂の千手観音像で、桧材を用いた寄木造りで内刳（うちくり）を施してある。

## 建築物
境内の建築物としては、仁王門が1759年の建築で最も古い。1883年（明治16年）に火災に遭ったため、本堂・庫裡・鐘楼などは、それ以降の建築である。

### 保福寺の写真画像
- 保福寺の石仏群。いずれも2012年3月24日撮影
- 保福寺の鐘楼。12年3月24日撮影
- 保福寺の仁王像を納める仁王門。12年3月24日撮影

## 『信濃奇勝録』
1834年（天保5年）2月完成（1886年（明治19年）出版）の『信濃奇勝録』には、次の記述がある。「埴原村金峯山保福寺庭に古松あり寛政二年冷泉為泰卿銘して重玉といふ」

## 保福寺道
寺の前を通る保福寺道（東山道）は、近世までは重要な街道であり、保福寺宿は中世には宿場町として機能していた。松本方面から保福寺峠を越え、上田で北国街道に合流し、さらに追分宿で中山道に合流し、江戸へと至る幹線道であった。松本藩主が参勤交代の際にはこの道を利用するので、保福寺口にあった番所は藩内一の規模の番所であった。

## アクセス
松本市営バス四賀循環線 保福寺下町 またはデマンドバス保福寺天王下車。。

## 周辺
- 松本市四賀化石館（徒歩10分）
- 赤怒田福寿草公園（フクジュソウの群生地・自動車で約5分）
- 保福寺峠・日本アルプス命名の地の碑